# Wereldkampioenschap voetbal onder 20 - 2023
Het FIFA Wereldkampioenschap voetbal onder 20 van 2023 was de 23ste editie van het wereldkampioenschap voetbal voor spelers tot 20 jaar. Het toernooi werd gespeeld tussen 20 mei en 11 juni 2023.  Uruguay werd kampioen, in de finale werd Italië verslagen. Zuid-Korea werd derde.

## Gastland
Het toernooi zou worden gespeeld in Indonesië. Het vorige toernooi was in 2019 en er was een toernooi gepland in 2021. Dat toernooi zou georganiseerd worden in Indonesië, maar ging echter niet door vanwege de coronapandemie.
Een aantal dagen voor de loting, in maart 2023, riep de gouverneur van Bali, Wayan Koster, op tot een verbod voor Israël, om zodoende diplomatieke steun aan de Palestijnen gestalte te geven. Hij weigerde Israël daarom te huisvesten op Bali. Naar aanleiding van deze oproep ontstonden er protesten in het land. Een dag later besloot de FIFA dat Indonesië niet langer gastland mocht zijn van dit toernooi. De FIFA noemde 'de huidige omstandigheden' als reden om Indonesië de organisatie te ontnemen. De FIFA noemt de protesten niet expliciet als reden, het verwijst juist naar "de tragedie die plaatsvond in oktober 2022", refererend aan de stadionramp van eind vorig jaar op Java.
Op 17 april werd aangekondigd dat het toernooi verplaatst wordt naar Argentinië.

## Gekwalificeerde landen
| Confederatie                                   | Kwalificatietoernooi                                                                          | Gekwalificeerde landen                                     |
| ---------------------------------------------- | --------------------------------------------------------------------------------------------- | ---------------------------------------------------------- |
| AFC (Azië)                                     | Aziatisch kampioenschap voetbal onder 20 - 2023 Oezbekistan, 1–18 maart 2023                  | Irak Oezbekistan Zuid-Korea Japan                          |
| CAF (Afrika)                                   | Afrikaans kampioenschap voetbal onder 20 - 2023 Egypte, 18 februari – 11 maart 2023           | Gambia Nigeria Senegal Tunesië                             |
| CONCACAF (Noord, Centraal-Amerika & Caribbean) | CONCACAF-kampioenschap voetbal onder 20 - 2022 Honduras, 18 juni – 3 juli 2022                | Honduras Verenigde Staten Dominicaanse Republiek Guatemala |
| CONMEBOL (Zuid-Amerika)                        | Zuid-Amerikaans kampioenschap voetbal onder 20 - 2023 Colombia, 19 januari – 12 februari 2023 | Brazilië Uruguay Colombia Ecuador                          |
| OFC (Oceanië)                                  | Oceanisch kampioenschap voetbal onder 19 - 2022 Tahiti, 7–24 september 2022                   | Fiji Nieuw-Zeeland                                         |
| UEFA (Europa)                                  | Europees kampioenschap voetbal mannen onder 19 - 2022 Slowakije, 18 juni – 1 juli 2022        | Engeland Frankrijk Italië Israël Slowakije                 |
| Gastland                                       | Gastland                                                                                      | Indonesië Argentinië                                       |

## Stadions
| La Plata                                        | Santiago del Estero                                 | · La Plata Santiago del Estero Mendoza San Juan | · La Plata Santiago del Estero Mendoza San Juan |
| Estadio Ciudad de La Plata Capaciteit: 53.000)  | Estadio Único Madre de Ciudades Capaciteit: 30.000) | · La Plata Santiago del Estero Mendoza San Juan | · La Plata Santiago del Estero Mendoza San Juan |
|                                                 |                                                     | · La Plata Santiago del Estero Mendoza San Juan | · La Plata Santiago del Estero Mendoza San Juan |
| Mendoza                                         | San Juan                                            | · La Plata Santiago del Estero Mendoza San Juan | · La Plata Santiago del Estero Mendoza San Juan |
| Estadio Malvinas Argentinas Capaciteit: 42.000) | Estadio del Bicentenario Capaciteit: 25.286)        | · La Plata Santiago del Estero Mendoza San Juan | · La Plata Santiago del Estero Mendoza San Juan |
|                                                 |                                                     | · La Plata Santiago del Estero Mendoza San Juan | · La Plata Santiago del Estero Mendoza San Juan |

## Loting
De loting zou worden gehouden op 31 maart 2023. De loting werd uitgesteld vanwege onrust in Indonesië vanwege de deelname van Israël aan het toernooi.
| Pot 1                                                       | Pot 2                                                       | Pot 3                                  | Pot 4                                                            |
| ----------------------------------------------------------- | ----------------------------------------------------------- | -------------------------------------- | ---------------------------------------------------------------- |
| Indonesië Uruguay Verenigde Staten Frankrijk Senegal Italië | Engeland Zuid-Korea Nieuw-Zeeland Brazilië Colombia Ecuador | Nigeria Oezbekistan Irak Honduras Fiji | Guatemala Dominicaanse Republiek Gambia Israël Slowakije Tunesië |

## Groepsfase
De twee beste landen uit iedere poule kwalificeren zich voor de volgende ronde, dat geldt ook voor de vier beste nummers 3.

### Groep A
| Pos | Team          | Wed | W | G | V | Ptn | DV | DT | +/− | Kwalificatie              |
| --- | ------------- | --- | - | - | - | --- | -- | -- | --- | ------------------------- |
| 1   | Argentinië    | 3   | 3 | 0 | 0 | 9   | 10 | 1  | +9  | Knock-outfase             |
| 2   | Oezbekistan   | 3   | 1 | 1 | 1 | 4   | 5  | 4  | +1  | Knock-outfase             |
| 3   | Nieuw-Zeeland | 3   | 1 | 1 | 1 | 4   | 3  | 7  | −4  | Knock-outfase (nummers 3) |
| 4   | Guatemala     | 3   | 0 | 0 | 3 | 0   | 0  | 6  | −6  |                           |

|                           |           |         |               | |
| 20 mei 2023 15:00 (UTC−3) | Guatemala | 0–1     | Nieuw-Zeeland | Estadio Único Madre de Ciudades, Santiago del Estero Toeschouwers: 15.100 Scheidsrechter: Tom Abongile (RSA) |
| 20 mei 2023 15:00 (UTC−3) |           | Verslag | 80' Garbett   | Estadio Único Madre de Ciudades, Santiago del Estero Toeschouwers: 15.100 Scheidsrechter: Tom Abongile (RSA) |

|                           |                       |         |                   | |
| 20 mei 2023 18:00 (UTC−3) | Argentinië            | 2–1     | Oezbekistan       | Estadio Único Madre de Ciudades, Santiago del Estero Toeschouwers: 37.233 Scheidsrechter: François Letexier (FRA) |
| 20 mei 2023 18:00 (UTC−3) | Véliz 27' Carboni 41' | Verslag | 23' Makhamadjonov | Estadio Único Madre de Ciudades, Santiago del Estero Toeschouwers: 37.233 Scheidsrechter: François Letexier (FRA) |

|                           |                             |         |                         | |
| 23 mei 2023 15:00 (UTC−3) | Nieuw-Zeeland               | 2–2     | Oezbekistan             | Estadio Único Madre de Ciudades, Santiago del Estero Toeschouwers: 12.243 Scheidsrechter: Oshane Nation (JAM) |
| 23 mei 2023 15:00 (UTC−3) | Fayzullaev 51' Esanov 90+3' | Verslag | 23' Wallace 41' Herdman | Estadio Único Madre de Ciudades, Santiago del Estero Toeschouwers: 12.243 Scheidsrechter: Oshane Nation (JAM) |

|                           |                                    |         |           | |
| 23 mei 2023 18:00 (UTC−3) | Argentinië                         | 3–0     | Guatemala | Estadio Único Madre de Ciudades, Santiago del Estero Toeschouwers: 37.033 Scheidsrechter: Halil Umut Meler (TUR) |
| 23 mei 2023 18:00 (UTC−3) | Véliz 17' Romero 65' Perrone 90+8' | Verslag |           | Estadio Único Madre de Ciudades, Santiago del Estero Toeschouwers: 37.033 Scheidsrechter: Halil Umut Meler (TUR) |

|                           |               |         |                                                                        | |
| 26 mei 2023 18:00 (UTC−3) | Nieuw-Zeeland | 0–5     | Argentinië                                                             | Estadio San Juan del Bicentenario, San Juan Toeschouwers: 27.836 Scheidsrechter: Salman Falahi (QAT) |
| 26 mei 2023 18:00 (UTC−3) |               | Verslag | 14' Maestro Puch 17' Infantino 35' Romero 50' (pen.) Aguirre 87' Véliz | Estadio San Juan del Bicentenario, San Juan Toeschouwers: 27.836 Scheidsrechter: Salman Falahi (QAT) |

|                           |                    |         |           | |
| 26 mei 2023 18:00 (UTC−3) | Oezbekistan        | 2–0     | Guatemala | Estadio Único Madre de Ciudades, Santiago del Estero Toeschouwers: 15.357 Scheidsrechter: Mohamed Marouf (EGY) |
| 26 mei 2023 18:00 (UTC−3) | Nematjonov 9', 20' | Verslag |           | Estadio Único Madre de Ciudades, Santiago del Estero Toeschouwers: 15.357 Scheidsrechter: Mohamed Marouf (EGY) |

### Groep B
| Pos | Team             | Wed | W | G | V | Ptn | DV | DT | +/− | Kwalificatie              |
| --- | ---------------- | --- | - | - | - | --- | -- | -- | --- | ------------------------- |
| 1   | Verenigde Staten | 3   | 3 | 0 | 0 | 9   | 6  | 0  | +6  | Knock-outfase             |
| 2   | Ecuador          | 3   | 2 | 0 | 1 | 6   | 11 | 2  | +9  | Knock-outfase             |
| 3   | Slowakije        | 3   | 1 | 0 | 2 | 3   | 5  | 4  | +1  | Knock-outfase (nummers 3) |
| 4   | Fiji             | 3   | 0 | 0 | 3 | 0   | 0  | 16 | −16 |                           |

|                           |                  |         |         | |
| 20 mei 2023 15:00 (UTC−3) | Verenigde Staten | 1–0     | Ecuador | Estadio San Juan del Bicentenario, San Juan Toeschouwers: 14.865 Scheidsrechter: Salman Falahi (QAT) |
| 20 mei 2023 15:00 (UTC−3) | Gómez 90+3'      | Verslag |         | Estadio San Juan del Bicentenario, San Juan Toeschouwers: 14.865 Scheidsrechter: Salman Falahi (QAT) |

|                           |      |         |                                            |                                                                                               |
| 20 mei 2023 18:00 (UTC−3) | Fiji | 0–4     | Slowakije                                  | Estadio San Juan del Bicentenario, San Juan Toeschouwers: 9.359 Scheidsrechter: Issa Sy (SEN) |
| 20 mei 2023 18:00 (UTC−3) |      | Verslag | 17' Gaži 25' Szolgai 70' Gajdoš 79' Jambor | Estadio San Juan del Bicentenario, San Juan Toeschouwers: 9.359 Scheidsrechter: Issa Sy (SEN) |

|                           |                                 |         |      | |
| 23 mei 2023 15:00 (UTC−3) | Verenigde Staten                | 3–0     | Fiji | Estadio San Juan del Bicentenario, San Juan Toeschouwers: 8.017 Scheidsrechter: Mohamed Marouf (EGY) |
| 23 mei 2023 15:00 (UTC−3) | Luna 66' Cowell 88' Wiley 90+9' | Verslag |      | Estadio San Juan del Bicentenario, San Juan Toeschouwers: 8.017 Scheidsrechter: Mohamed Marouf (EGY) |

|                           |                         |         |             | |
| 23 mei 2023 18:00 (UTC−3) | Ecuador                 | 2–1     | Slowakije   | Estadio San Juan del Bicentenario, San Juan Toeschouwers: 13.919 Scheidsrechter: Mohammed Al Hoish (KSA) |
| 23 mei 2023 18:00 (UTC−3) | Cuero 45+1' Klinger 59' | Verslag | 29' Szolgai | Estadio San Juan del Bicentenario, San Juan Toeschouwers: 13.919 Scheidsrechter: Mohammed Al Hoish (KSA) |

|                           |           |         |                           | |
| 26 mei 2023 15:00 (UTC−3) | Slowakije | 0–2     | Verenigde Staten          | Estadio San Juan del Bicentenario, San Juan Toeschouwers: 15.059 Scheidsrechter: Ramon Abatti (BRA) |
| 26 mei 2023 15:00 (UTC−3) |           | Verslag | 38' Cowell 90+6' Tsakiris | Estadio San Juan del Bicentenario, San Juan Toeschouwers: 15.059 Scheidsrechter: Ramon Abatti (BRA) |

|                           |                                                                                              |         |      | |
| 26 mei 2023 18:00 (UTC−3) | Ecuador                                                                                      | 9–0     | Fiji | Estadio Único Madre de Ciudades, Santiago del Estero Toeschouwers: 9.958 Scheidsrechter: Yusuke Araki (JPN) |
| 26 mei 2023 18:00 (UTC−3) | Páez 7' Klinger 34' Cuero 36', 45+6' Minda 66', 85' Chamba 89' Zambrano 90+6' (pen.), 90+10' | Verslag |      | Estadio Único Madre de Ciudades, Santiago del Estero Toeschouwers: 9.958 Scheidsrechter: Yusuke Araki (JPN) |

### Groep C
| Pos | Team     | Wed | W | G | V | Ptn | DV | DT | +/− | Kwalificatie  |
| --- | -------- | --- | - | - | - | --- | -- | -- | --- | ------------- |
| 1   | Colombia | 3   | 2 | 1 | 0 | 7   | 5  | 3  | +2  | Knock-outfase |
| 2   | Israël   | 3   | 1 | 1 | 1 | 4   | 4  | 4  | 0   | Knock-outfase |
| 3   | Japan    | 3   | 1 | 0 | 2 | 3   | 3  | 4  | −1  | nummers 3     |
| 4   | Senegal  | 3   | 0 | 2 | 1 | 2   | 2  | 3  | −1  |               |

|                           |                     |         |                              | |
| 21 mei 2023 15:00 (UTC−3) | Israël              | 1–2     | Colombia                     | Estadio Único Diego Armando Maradona, La Plata Toeschouwers: 7.613 Scheidsrechter: Juan Gabriel Calderón (RCR) |
| 21 mei 2023 15:00 (UTC−3) | Turgeman 57' (pen.) | Verslag | 74' (pen.) Cortés 90' Puerta | Estadio Único Diego Armando Maradona, La Plata Toeschouwers: 7.613 Scheidsrechter: Juan Gabriel Calderón (RCR) |

|                           |         |         |             | |
| 21 mei 2023 18:00 (UTC−3) | Senegal | 0–1     | Japan       | Estadio Único Diego Armando Maradona, La Plata Toeschouwers: 8.625 Scheidsrechter: Serdar Gözübüyük (NED) |
| 21 mei 2023 18:00 (UTC−3) |         | Verslag | 15' Matsuki | Estadio Único Diego Armando Maradona, La Plata Toeschouwers: 8.625 Scheidsrechter: Serdar Gözübüyük (NED) |

|                           |             |         |                       | |
| 24 mei 2023 15:00 (UTC−3) | Senegal     | 1–1     | Israël                | Estadio Único Diego Armando Maradona, La Plata Toeschouwers: 2.078 Scheidsrechter: Yael Falcón Pérez (ARG) |
| 24 mei 2023 15:00 (UTC−3) | P. Diop 80' | Verslag | B. N'Diaye 58' (e.d.) | Estadio Único Diego Armando Maradona, La Plata Toeschouwers: 2.078 Scheidsrechter: Yael Falcón Pérez (ARG) |

|                           |            |         |                        | |
| 24 mei 2023 18:00 (UTC−3) | Japan      | 1–2     | Colombia               | Estadio Único Diego Armando Maradona, La Plata Toeschouwers: 3.768 Scheidsrechter: José María Sánchez Martínez (ESP) |
| 24 mei 2023 18:00 (UTC−3) | Yamane 30' | Verslag | 53' Asprilla 59' Ángel | Estadio Único Diego Armando Maradona, La Plata Toeschouwers: 3.768 Scheidsrechter: José María Sánchez Martínez (ESP) |

|                           |              |         |            | |
| 27 mei 2023 18:00 (UTC−3) | Colombia     | 1–1     | Senegal    | Estadio Único Diego Armando Maradona, La Plata Toeschouwers: 15.825 Scheidsrechter: Halil Umut Meler (TUR) |
| 27 mei 2023 18:00 (UTC−3) | Cortés 90+5' | Verslag | 30' Camara | Estadio Único Diego Armando Maradona, La Plata Toeschouwers: 15.825 Scheidsrechter: Halil Umut Meler (TUR) |

|                           |                |         |                       |                                                                                           |
| 27 mei 2023 18:00 (UTC−3) | Japan          | 1–2     | Israël                | Estadio Malvinas Argentinas, Mendoza Toeschouwers: 7.581 Scheidsrechter: Piero Maza (CHI) |
| 27 mei 2023 18:00 (UTC−3) | Sakamoto 45+1' | Verslag | 76' Navi 90+2' Senior | Estadio Malvinas Argentinas, Mendoza Toeschouwers: 7.581 Scheidsrechter: Piero Maza (CHI) |

### Groep D
| Pos | Team                   | Wed | W | G | V | Ptn | DV | DT | +/− | Kwalificatie              |
| --- | ---------------------- | --- | - | - | - | --- | -- | -- | --- | ------------------------- |
| 1   | Brazilië               | 3   | 2 | 0 | 1 | 6   | 10 | 3  | +7  | Knock-outfase             |
| 2   | Italië                 | 3   | 2 | 0 | 1 | 6   | 6  | 4  | +2  | Knock-outfase             |
| 3   | Nigeria                | 3   | 2 | 0 | 1 | 6   | 4  | 3  | +1  | Knock-outfase (nummers 3) |
| 4   | Dominicaanse Republiek | 3   | 0 | 0 | 3 | 0   | 1  | 11 | −10 |                           |

|                           |                                   |         |                        |                                                                                              |
| 21 mei 2023 15:00 (UTC−3) | Nigeria                           | 2–1     | Dominicaanse Republiek | Estadio Malvinas Argentinas, Mendoza Toeschouwers: 21.647 Scheidsrechter: Yusuke Araki (JPN) |
| 21 mei 2023 15:00 (UTC−3) | Rosario 31' (e.d.) Sam. Lawal 71' | Verslag | 23' (pen.) Azcona      | Estadio Malvinas Argentinas, Mendoza Toeschouwers: 21.647 Scheidsrechter: Yusuke Araki (JPN) |

|                           |                                   |         |                   |                                                                                             |
| 21 mei 2023 18:00 (UTC−3) | Italië                            | 3–2     | Brazilië          | Estadio Malvinas Argentinas, Mendoza Toeschouwers: 35.531 Scheidsrechter: Marco Ortiz (MEX) |
| 21 mei 2023 18:00 (UTC−3) | Prati 11' Casadei 27', 35' (pen.) | Verslag | 72', 87' Leonardo | Estadio Malvinas Argentinas, Mendoza Toeschouwers: 35.531 Scheidsrechter: Marco Ortiz (MEX) |

|                           |        |         |                             |                                                                                           |
| 24 mei 2023 15:00 (UTC−3) | Italië | 0–2     | Nigeria                     | Estadio Malvinas Argentinas, Mendoza Toeschouwers: 5.701 Scheidsrechter: Piero Maza (CHI) |
| 24 mei 2023 15:00 (UTC−3) |        | Verslag | 61' Sal. Lawal 90+5' Sunday | Estadio Malvinas Argentinas, Mendoza Toeschouwers: 5.701 Scheidsrechter: Piero Maza (CHI) |

|                           |                                                                          |         |                        |                                                                                                  |
| 24 mei 2023 18:00 (UTC−3) | Brazilië                                                                 | 6–0     | Dominicaanse Republiek | Estadio Malvinas Argentinas, Mendoza Toeschouwers: 7.253 Scheidsrechter: François Letexier (FRA) |
| 24 mei 2023 18:00 (UTC−3) | Sávio 37' Leonardo 38' Pedroso 57' Giovane 82' Gomes 90+2' Martins 90+3' | Verslag |                        | Estadio Malvinas Argentinas, Mendoza Toeschouwers: 7.253 Scheidsrechter: François Letexier (FRA) |

|                           |                        |         |                                |                                                                                                 |
| 27 mei 2023 15:00 (UTC−3) | Dominicaanse Republiek | 0–3     | Italië                         | Estadio Malvinas Argentinas, Mendoza Toeschouwers: 6.709 Scheidsrechter: Mohamed Al Hoish (KSA) |
| 27 mei 2023 15:00 (UTC−3) |                        | Verslag | 19', 84' Casadei 50' Ambrosino | Estadio Malvinas Argentinas, Mendoza Toeschouwers: 6.709 Scheidsrechter: Mohamed Al Hoish (KSA) |

|                           |                              |         |         | |
| 27 mei 2023 15:00 (UTC−3) | Brazilië                     | 2–0     | Nigeria | Estadio Único Diego Armando Maradona, La Plata Toeschouwers: 29.134 Scheidsrechter: Serdar Gözübüyük (NED) |
| 27 mei 2023 15:00 (UTC−3) | Pedroso 43' Marquinhos 45+2' | Verslag |         | Estadio Único Diego Armando Maradona, La Plata Toeschouwers: 29.134 Scheidsrechter: Serdar Gözübüyük (NED) |

### Groep E
| Pos | Team     | Wed | W | G | V | Ptn | DV | DT | +/− | Kwalificatie              |
| --- | -------- | --- | - | - | - | --- | -- | -- | --- | ------------------------- |
| 1   | Engeland | 3   | 2 | 1 | 0 | 7   | 4  | 2  | +2  | Knock-outfase             |
| 2   | Uruguay  | 3   | 2 | 0 | 1 | 6   | 7  | 3  | +4  | Knock-outfase             |
| 3   | Tunesië  | 3   | 1 | 0 | 2 | 3   | 3  | 2  | +1  | Knock-outfase (nummers 3) |
| 4   | Irak     | 3   | 0 | 1 | 2 | 1   | 0  | 7  | −7  |                           |

|                           |              |         |         | |
| 22 mei 2023 15:00 (UTC−3) | Engeland     | 1–0     | Tunesië | Estadio Único Diego Armando Maradona, La Plata Toeschouwers: 2.765 Scheidsrechter: Ramon Abatti (BRA) |
| 22 mei 2023 15:00 (UTC−3) | Scarlett 25' | Verslag |         | Estadio Único Diego Armando Maradona, La Plata Toeschouwers: 2.765 Scheidsrechter: Ramon Abatti (BRA) |

|                           |                                                         |         |      | |
| 22 mei 2023 18:00 (UTC−3) | Uruguay                                                 | 4–0     | Irak | Estadio Único Diego Armando Maradona, La Plata Toeschouwers: 5.176 Scheidsrechter: Glenn Nyberg (SWE) |
| 22 mei 2023 18:00 (UTC−3) | Abaldo 38' Ferrari 48' Hassan 62' (e.d.) Matturro 90+2' | Verslag |      | Estadio Único Diego Armando Maradona, La Plata Toeschouwers: 5.176 Scheidsrechter: Glenn Nyberg (SWE) |

|                           |                           |         |                                        | |
| 25 mei 2023 15:00 (UTC−3) | Uruguay                   | 2–3     | Engeland                               | Estadio Único Diego Armando Maradona, La Plata Toeschouwers: 27.231 Scheidsrechter: Marco Ortíz (MEX) |
| 25 mei 2023 15:00 (UTC−3) | González 49' Abaldo 90+9' | Verslag | 22' Humphreys 45+4' Devine 90+5' Gyabi | Estadio Único Diego Armando Maradona, La Plata Toeschouwers: 27.231 Scheidsrechter: Marco Ortíz (MEX) |

|                           |      |         |                                             | |
| 25 mei 2023 18:00 (UTC−3) | Irak | 0–3     | Tunesië                                     | Estadio Único Diego Armando Maradona, La Plata Toeschouwers: 8.021 Scheidsrechter: Jhon Ospina (COL) |
| 25 mei 2023 18:00 (UTC−3) |      | Verslag | 55' Snana 57' El Djebali 86' (pen.) Ghorbel | Estadio Único Diego Armando Maradona, La Plata Toeschouwers: 8.021 Scheidsrechter: Jhon Ospina (COL) |

|                           |         |         |                       | |
| 28 mei 2023 15:00 (UTC−3) | Tunesië | 0–1     | Uruguay               | Estadio Malvinas Argentinas, Mendoza Toeschouwers: 6.497 Scheidsrechter: José María Sánchez Martínez (ESP) |
| 28 mei 2023 15:00 (UTC−3) |         | Verslag | 90+3' (pen.) González | Estadio Malvinas Argentinas, Mendoza Toeschouwers: 6.497 Scheidsrechter: José María Sánchez Martínez (ESP) |

|                           |         |     |          | |
| 28 mei 2023 15:00 (UTC−3) | Irak    | 0–0 | Engeland | Estadio Único Diego Armando Maradona, La Plata Toeschouwers: 12.122 Scheidsrechter: Campbell-Kirk Kawana-Waugh (NZL) |
| 28 mei 2023 15:00 (UTC−3) | Verslag |     |          | Estadio Único Diego Armando Maradona, La Plata Toeschouwers: 12.122 Scheidsrechter: Campbell-Kirk Kawana-Waugh (NZL) |

### Groep F
| Pos | Team       | Wed | W | G | V | Ptn | DV | DT | +/− | Kwalificatie  |
| --- | ---------- | --- | - | - | - | --- | -- | -- | --- | ------------- |
| 1   | Gambia     | 3   | 2 | 1 | 0 | 7   | 4  | 2  | +2  | Knock-outfase |
| 2   | Zuid-Korea | 3   | 1 | 2 | 0 | 5   | 4  | 3  | +1  | Knock-outfase |
| 3   | Frankrijk  | 3   | 1 | 0 | 2 | 3   | 5  | 5  | 0   | nummers 3     |
| 4   | Honduras   | 3   | 0 | 1 | 2 | 1   | 4  | 7  | −3  |               |

|                           |                      |         |                                     |                                                                                            |
| 22 mei 2023 15:00 (UTC−3) | Frankrijk            | 1–2     | Zuid-Korea                          | Estadio Malvinas Argentinas, Mendoza Toeschouwers: 2.671 Scheidsrechter: Jhon Ospina (COL) |
| 22 mei 2023 15:00 (UTC−3) | Virginius 70' (pen.) | Verslag | 22' Lee Seung-won 64' Lee Young-jun | Estadio Malvinas Argentinas, Mendoza Toeschouwers: 2.671 Scheidsrechter: Jhon Ospina (COL) |

|                           |                |         |             | |
| 22 mei 2023 18:00 (UTC−3) | Gambia         | 2–1     | Honduras    | Estadio Malvinas Argentinas, Mendoza Toeschouwers: 3.147 Scheidsrechter: Campbell-Kirk Kawana-Waugh (NZL) |
| 22 mei 2023 18:00 (UTC−3) | Bojang 1', 84' | Verslag | 5' Aceituno | Estadio Malvinas Argentinas, Mendoza Toeschouwers: 3.147 Scheidsrechter: Campbell-Kirk Kawana-Waugh (NZL) |

|                           |             |         |                                | |
| 25 mei 2023 15:00 (UTC−3) | Frankrijk   | 1–2     | Gambia                         | Estadio Malvinas Argentinas, Mendoza Toeschouwers: 5.314 Scheidsrechter: Juan Gabriel Calderón (CRC) |
| 25 mei 2023 15:00 (UTC−3) | Odobert 61' | Verslag | 13' (e.d.) Zoukrou 68' Sanyang | Estadio Malvinas Argentinas, Mendoza Toeschouwers: 5.314 Scheidsrechter: Juan Gabriel Calderón (CRC) |

|                           |                                    |         |                              |                                                                                             |
| 25 mei 2023 18:00 (UTC−3) | Honduras                           | 2–2     | Zuid-Korea                   | Estadio Malvinas Argentinas, Mendoza Toeschouwers: 6.851 Scheidsrechter: Abongile Tom (RSA) |
| 25 mei 2023 18:00 (UTC−3) | Kim Yong-hak 58' Park Seung-ho 62' | Verslag | 22' (pen.) Ruiz 51' Castillo | Estadio Malvinas Argentinas, Mendoza Toeschouwers: 6.851 Scheidsrechter: Abongile Tom (RSA) |

|                           |           |         |                                 |                                                                                                  |
| 28 mei 2023 18:00 (UTC−3) | Honduras  | 1–3     | Frankrijk                       | Estadio Único Diego Armando Maradona, La Plata Toeschouwers: 8.904 Scheidsrechter: Issa Sy (SEN) |
| 28 mei 2023 18:00 (UTC−3) | Ramos 15' | Verslag | 41', 60' Virginius 77' Nzouango | Estadio Único Diego Armando Maradona, La Plata Toeschouwers: 8.904 Scheidsrechter: Issa Sy (SEN) |

|                           |            |     |        |                                                                                              |
| 28 mei 2023 18:00 (UTC−3) | Zuid-Korea | 0–0 | Gambia | Estadio Malvinas Argentinas, Mendoza Toeschouwers: 7.463 Scheidsrechter: Oshane Nation (JAM) |
| 28 mei 2023 18:00 (UTC−3) | Verslag    |     |        | Estadio Malvinas Argentinas, Mendoza Toeschouwers: 7.463 Scheidsrechter: Oshane Nation (JAM) |

### Ranking nummers 3
| Pos | Grp | Team          | Wed | W | G | V | Ptn | DV | DT | +/− | Kwalificatie  |
| --- | --- | ------------- | --- | - | - | - | --- | -- | -- | --- | ------------- |
| 1   | D   | Nigeria       | 3   | 2 | 0 | 1 | 6   | 4  | 3  | +1  | Knock-outfase |
| 2   | A   | Nieuw-Zeeland | 3   | 1 | 1 | 1 | 4   | 3  | 7  | −4  | Knock-outfase |
| 3   | B   | Slowakije     | 3   | 1 | 0 | 2 | 3   | 5  | 4  | +1  | Knock-outfase |
| 4   | E   | Tunesië       | 3   | 1 | 0 | 2 | 3   | 3  | 2  | +1  | Knock-outfase |
| 5   | F   | Frankrijk     | 3   | 1 | 0 | 2 | 3   | 5  | 5  | 0   | Uitgeschakeld |
| 6   | C   | Japan         | 3   | 1 | 0 | 2 | 3   | 3  | 4  | −1  | Uitgeschakeld |

## Knock-outfase
|  | Achtste finale               | Achtste finale               |                              |   | Kwartfinale  | Kwartfinale  |                    |                    | Halve finale | Halve finale |  |  | Finale | Finale |
|  |                              |                              |                              |   |              |              |                    |                    |              |              |  |  |        |        |
|  | 30 mei – Mendoza             |                              |                              |   |              |              |                    |                    |              |              |  |  |        |        |
|  |                              |                              |                              |   |              |              |                    |                    |              |              |  |  |        |        |
|  | Verenigde Staten             | 4                            |                              |   |              |              |                    |                    |              |              |  |  |        |        |
|  | Verenigde Staten             | 4                            | 4 juni – Santiago del Estero |   |              |              |                    |                    |              |              |  |  |        |        |
|  | Nieuw-Zeeland                | 0                            |                              |   |              |              |                    |                    |              |              |  |  |        |        |
|  | Nieuw-Zeeland                | 0                            | Verenigde Staten             | 0 |              |              |                    |                    |              |              |  |  |        |        |
|  | 1 juni – Santiago del Estero |                              | Verenigde Staten             | 0 |              |              |                    |                    |              |              |  |  |        |        |
|  |                              | Uruguay                      | 2                            |   |              |              |                    |                    |              |              |  |  |        |        |
|  | Gambia                       | Uruguay                      | 2                            | 0 |              |              |                    |                    |              |              |  |  |        |        |
|  | Gambia                       |                              | 8 juni – La Plata            | 0 |              |              |                    |                    |              |              |  |  |        |        |
|  | Uruguay                      | 1                            |                              |   |              |              |                    |                    |              |              |  |  |        |        |
|  | Uruguay                      | 1                            | Uruguay                      | 1 |              |              |                    |                    |              |              |  |  |        |        |
|  | 30 mei – Mendoza             |                              | Uruguay                      | 1 |              |              |                    |                    |              |              |  |  |        |        |
|  |                              | Israël                       | 0                            |   |              |              |                    |                    |              |              |  |  |        |        |
|  | Oezbekistan                  | Israël                       | 0                            | 0 |              |              |                    |                    |              |              |  |  |        |        |
|  | Oezbekistan                  | 3 juni – San Juan            |                              | 0 |              |              |                    |                    |              |              |  |  |        |        |
|  | Israël                       | 1                            |                              |   |              |              |                    |                    |              |              |  |  |        |        |
|  | Israël                       | 1                            | Israël                       | 3 |              |              |                    |                    |              |              |  |  |        |        |
|  | 31 mei – La Plata            |                              | Israël                       | 3 |              |              |                    |                    |              |              |  |  |        |        |
|  |                              | Brazilië                     | 2                            |   |              |              |                    |                    |              |              |  |  |        |        |
|  | Brazilië                     | Brazilië                     | 2                            | 4 |              |              |                    |                    |              |              |  |  |        |        |
|  | Brazilië                     |                              | 11 juni – La Plata           | 4 |              |              |                    |                    |              |              |  |  |        |        |
|  | Tunesië                      | 1                            |                              |   |              |              |                    |                    |              |              |  |  |        |        |
|  | Tunesië                      | 1                            | Uruguay                      | 1 |              |              |                    |                    |              |              |  |  |        |        |
|  | 31 mei – San Juan            |                              | Uruguay                      | 1 |              |              |                    |                    |              |              |  |  |        |        |
|  |                              | Italië                       | 0                            |   |              |              |                    |                    |              |              |  |  |        |        |
|  | Colombia                     | Italië                       | 0                            | 5 |              |              |                    |                    |              |              |  |  |        |        |
|  | Colombia                     | 3 juni – San Juan            |                              | 5 |              |              |                    |                    |              |              |  |  |        |        |
|  | Slowakije                    | 1                            |                              |   |              |              |                    |                    |              |              |  |  |        |        |
|  | Slowakije                    | 1                            | Colombia                     | 1 |              |              |                    |                    |              |              |  |  |        |        |
|  | 31 mei – La Plata            |                              | Colombia                     | 1 |              |              |                    |                    |              |              |  |  |        |        |
|  |                              | Italië                       | 3                            |   |              |              |                    |                    |              |              |  |  |        |        |
|  | Engeland                     | Italië                       | 3                            | 1 |              |              |                    |                    |              |              |  |  |        |        |
|  | Engeland                     |                              | 8 juni – La Plata            | 1 |              |              |                    |                    |              |              |  |  |        |        |
|  | Italië                       | 2                            |                              |   |              |              |                    |                    |              |              |  |  |        |        |
|  | Italië                       | 2                            | Italië                       | 2 |              |              |                    |                    |              |              |  |  |        |        |
|  | 1 juni – Santiago del Estero |                              | Italië                       | 2 |              |              |                    |                    |              |              |  |  |        |        |
|  |                              | Zuid-Korea                   | 1                            |   | Derde plaats | Derde plaats |                    |                    |              |              |  |  |        |        |
|  | Ecuador                      | Zuid-Korea                   | 1                            | 2 | Derde plaats | Derde plaats |                    |                    |              |              |  |  |        |        |
|  | Ecuador                      | 4 juni – Santiago del Estero | 4 juni – Santiago del Estero | 2 |              |              | 11 juni – La Plata | 11 juni – La Plata |              |              |  |  |        |        |
|  | Zuid-Korea                   | 4 juni – Santiago del Estero | 4 juni – Santiago del Estero | 3 |              |              | 11 juni – La Plata | 11 juni – La Plata |              |              |  |  |        |        |
|  | Zuid-Korea                   | Zuid-Korea                   | 1                            | 3 | Israël       | 1            |                    |                    |              |              |  |  |        |        |
|  | 31 mei – San Juan            | Zuid-Korea                   | 1                            |   | Israël       | 1            |                    |                    |              |              |  |  |        |        |
|  |                              | Nigeria                      | 0                            |   | Zuid-Korea   | 3            |                    |                    |              |              |  |  |        |        |
|  | Argentinië                   | Nigeria                      | 0                            | 0 | Zuid-Korea   | 3            |                    |                    |              |              |  |  |        |        |
|  | Argentinië                   |                              |                              | 0 |              |              |                    |                    |              |              |  |  |        |        |
|  | Nigeria                      | 2                            |                              |   |              |              |                    |                    |              |              |  |  |        |        |
|  | Nigeria                      | 2                            |                              |   |              |              |                    |                    |              |              |  |  |        |        |

### Achtste finale
|                           |                                          |         |               |                                                                                               |
| 30 mei 2023 14:30 (UTC−3) | Verenigde Staten                         | 4–0     | Nieuw-Zeeland | Estadio Malvinas Argentinas, Mendoza Toeschouwers: 7.848 Scheidsrechter: Mohamed Marouf (EGY) |
| 30 mei 2023 14:30 (UTC−3) | Wolff 14' Cowell 61' Che 75' Pukštas 82' | Verslag |               | Estadio Malvinas Argentinas, Mendoza Toeschouwers: 7.848 Scheidsrechter: Mohamed Marouf (EGY) |

|                           |             |         |                |                                                                                                   |
| 30 mei 2023 18:00 (UTC−3) | Oezbekistan | 0–1     | Israël         | Estadio Malvinas Argentinas, Mendoza Toeschouwers: 10.492 Scheidsrechter: Yael Falcón Pérez (ARG) |
| 30 mei 2023 18:00 (UTC−3) |             | Verslag | 90+7' Khalaili | Estadio Malvinas Argentinas, Mendoza Toeschouwers: 10.492 Scheidsrechter: Yael Falcón Pérez (ARG) |

|                           |                                                         |         |                | |
| 31 mei 2023 14:30 (UTC−3) | Brazilië                                                | 4–1     | Tunesië        | Estadio Único Diego Armando Maradona, La Plata Toeschouwers: 9.175 Scheidsrechter: Halil Umut Meler (TUR) |
| 31 mei 2023 14:30 (UTC−3) | Leonardo 11' (pen.) A. Santos 31', 90+10' Martins 90+1' | Verslag | 90+13' Ghorbel | Estadio Único Diego Armando Maradona, La Plata Toeschouwers: 9.175 Scheidsrechter: Halil Umut Meler (TUR) |

|                           |                                               |         |            | |
| 31 mei 2023 14:30 (UTC−3) | Colombia                                      | 5–1     | Slowakije  | Estadio San Juan del Bicentenario, San Juan Toeschouwers: 4.630 Scheidsrechter: Mohammed Al Hoish (KSA) |
| 31 mei 2023 14:30 (UTC−3) | Cortés 48', 90+4' Asprilla 50' Ángel 52', 63' | Verslag | 87' Jambor | Estadio San Juan del Bicentenario, San Juan Toeschouwers: 4.630 Scheidsrechter: Mohammed Al Hoish (KSA) |

|                           |            |         |                                | |
| 31 mei 2023 18:00 (UTC−3) | Engeland   | 1–2     | Italië                         | Estadio Único Diego Armando Maradona, La Plata Toeschouwers: 12.832 Scheidsrechter: Ramon Abatti (BRA) |
| 31 mei 2023 18:00 (UTC−3) | Devine 24' | Verslag | 8' Baldanzi 87' (pen.) Casadei | Estadio Único Diego Armando Maradona, La Plata Toeschouwers: 12.832 Scheidsrechter: Ramon Abatti (BRA) |

|                           |            |         |                          | |
| 31 mei 2023 18:00 (UTC−3) | Argentinië | 0–2     | Nigeria                  | Estadio San Juan del Bicentenario, San Juan Toeschouwers: 27.179 Scheidsrechter: Glenn Nyberg (SWE) |
| 31 mei 2023 18:00 (UTC−3) |            | Verslag | 61' Muhammad 90+1' Sarki | Estadio San Juan del Bicentenario, San Juan Toeschouwers: 27.179 Scheidsrechter: Glenn Nyberg (SWE) |

|                           |        |         |            | |
| 1 juni 2023 14:30 (UTC−3) | Gambia | 0–1     | Uruguay    | Estadio Único Madre de Ciudades, Santiago del Estero Toeschouwers: 7.644 Scheidsrechter: François Letexier (FRA) |
| 1 juni 2023 14:30 (UTC−3) |        | Verslag | 65' Duarte | Estadio Único Madre de Ciudades, Santiago del Estero Toeschouwers: 7.644 Scheidsrechter: François Letexier (FRA) |

|                           |                               |         |                                                       | |
| 1 juni 2023 18:00 (UTC−3) | Ecuador                       | 2–3     | Zuid-Korea                                            | Estadio Único Madre de Ciudades, Santiago del Estero Toeschouwers: 12.492 Scheidsrechter: Oshane Nation (JAM) |
| 1 juni 2023 18:00 (UTC−3) | Cuero 36' (pen.) González 84' | Verslag | 11' Lee Young-jun 19' Bae Joon-ho 48' Choi Seok-hyeon | Estadio Único Madre de Ciudades, Santiago del Estero Toeschouwers: 12.492 Scheidsrechter: Oshane Nation (JAM) |

### Kwartfinale
|                           |                                         |            |                                            | |
| 3 juni 2023 14:30 (UTC−3) | Israël                                  | 3–2 (n.v.) | Brazilië                                   | Estadio San Juan del Bicentenario, San Juan Toeschouwers: 1.765 Scheidsrechter: Juan Gabriel Calderón (CRC) |
| 3 juni 2023 14:30 (UTC−3) | Khalaili 60' Shibli 93' Turgeman 105+3' | Verslag    | 56' Marcos Leonardo 91' Matheus Nascimento | Estadio San Juan del Bicentenario, San Juan Toeschouwers: 1.765 Scheidsrechter: Juan Gabriel Calderón (CRC) |

|                           |            |         |                                      | |
| 3 juni 2023 18:00 (UTC−3) | Colombia   | 1–3     | Italië                               | Estadio San Juan del Bicentenario, San Juan Toeschouwers: 3.167 Scheidsrechter: Salman Falahi (QAT) |
| 3 juni 2023 18:00 (UTC−3) | Torres 49' | Verslag | 9' Casadei 38' Baldanzi 46' Esposito | Estadio San Juan del Bicentenario, San Juan Toeschouwers: 3.167 Scheidsrechter: Salman Falahi (QAT) |

|                           |                     |         |         | |
| 4 juni 2023 14:30 (UTC−3) | Zuid-Korea          | 1–0     | Nigeria | Estadio Único Madre de Ciudades, Santiago del Estero Toeschouwers: 10.298 Scheidsrechter: José María Sánchez Martínez (ESP) |
| 4 juni 2023 14:30 (UTC−3) | Choi Seok-hyeon 95' | Verslag |         | Estadio Único Madre de Ciudades, Santiago del Estero Toeschouwers: 10.298 Scheidsrechter: José María Sánchez Martínez (ESP) |

|                           |                  |         |                              | |
| 4 juni 2023 18:00 (UTC−3) | Verenigde Staten | 0–2     | Uruguay                      | Estadio Único Madre de Ciudades, Santiago del Estero Toeschouwers: 18.474 Scheidsrechter: Serdar Gözübüyük (NED) |
| 4 juni 2023 18:00 (UTC−3) |                  | Verslag | 21' Duarte 56' (e.d.) Wynder | Estadio Único Madre de Ciudades, Santiago del Estero Toeschouwers: 18.474 Scheidsrechter: Serdar Gözübüyük (NED) |

### Halve finale
|                           |            |         |        | |
| 8 juni 2023 14:30 (UTC−3) | Uruguay    | 1–0     | Israël | Estadio Único Diego Armando Maradona, La Plata Toeschouwers: 27.860 Scheidsrechter: José María Sánchez Martínez (ESP) |
| 8 juni 2023 14:30 (UTC−3) | Duarte 61' | Verslag |        | Estadio Único Diego Armando Maradona, La Plata Toeschouwers: 27.860 Scheidsrechter: José María Sánchez Martínez (ESP) |

|                           |                         |         |                          | |
| 8 juni 2023 18:00 (UTC−3) | Italië                  | 2–1     | Zuid-Korea               | Estadio Único Diego Armando Maradona, La Plata Toeschouwers: 20.998 Scheidsrechter: Yael Falcón Pérez (ARG) |
| 8 juni 2023 18:00 (UTC−3) | Casadei 14' Pafundi 86' | Verslag | 23' (pen.) Lee Seung-won | Estadio Único Diego Armando Maradona, La Plata Toeschouwers: 20.998 Scheidsrechter: Yael Falcón Pérez (ARG) |

### Troostfinale
|                            |              |         |                                                             | |
| 11 juni 2023 14:30 (UTC−3) | Israël       | 1–3     | Zuid-Korea                                                  | Estadio Único Diego Armando Maradona, La Plata Toeschouwers: 15.327 Scheidsrechter: Ramon Abatti (BRA) |
| 11 juni 2023 14:30 (UTC−3) | Binyamin 19' | Verslag | 24' (pen.) Lee Seung-won 76' Bae Jun-ho 85' Choi Seok-hyeon | Estadio Único Diego Armando Maradona, La Plata Toeschouwers: 15.327 Scheidsrechter: Ramon Abatti (BRA) |

### Finale
|                            |               |         |        | |
| 11 juni 2023 18:00 (UTC−3) | Uruguay       | 1–0     | Italië | Estadio Único Diego Armando Maradona, La Plata Toeschouwers: 38.297 Scheidsrechter: Glenn Nyberg (SWE) |
| 11 juni 2023 18:00 (UTC−3) | Rodríguez 86' | Verslag |        | Estadio Único Diego Armando Maradona, La Plata Toeschouwers: 38.297 Scheidsrechter: Glenn Nyberg (SWE) |

Tunesië 1977 · Japan 1979 · Australië 1981 · Mexico 1983 · Sovjet-Unie 1985 · Chili 1987 · Saoedi-Arabië 1989 · Portugal 1991 · Australië 1993 · Qatar 1995 · Maleisië 1997 · Nigeria 1999 · Argentinië 2001 · Verenigde Arabische Emiraten 2003 · Nederland 2005 · Canada 2007 · Egypte 2009 · Colombia 2011 · Turkije 2013 · Nieuw-Zeeland 2015 · Zuid-Korea 2017 · Polen 2019 · Argentinië 2023
Jeugd-WK's mannen: Onder 17

Jeugd-WK's vrouwen: Onder 17 · Onder 20